# آلانا اوباک
آلانا اوباک (انگلیسی: Alanna Ubach؛ زادهٔ ۳ اکتبر ۱۹۷۵) هنرپیشه و خواننده اهل ایالات متحده آمریکا است.

## گزیدهٔ آثار

### سینما
- تا استخوان (۲۰۱۷)
- کوکو
- رنگو (۲۰۱۱)
- معلم بد (۲۰۱۱)
- بتمن: شوالیه گاتهام (۲۰۰۸)
- انتظار... (۲۰۰۵)
- هربی پرواز می‌کند (۲۰۰۵)
- ملاقات با فاکرها (۲۰۰۴)
- لگالی بلاند ۲: قرمز، سفید و بلوند (۲۰۰۳)
- لگالی بلاند (۲۰۰۱)
- راهبه بدلی ۲: بازگشت به عادت (۱۹۹۳)
- دنیس تماس می‌گیرد (۱۹۹۵)

### تلویزیون
- ان‌سی‌آی‌اس (۲۰۱۴)
- انقلاب (۲۰۱۳)
- کالیفرنیکیشن (۲۰۱۳)
- منتالیست (۲۰۱۱)
- فیلادلفیا همیشه آفتابی است (۲۰۱۱)